# Brillantkrone der Kaiserin Elisabeth von Österreich

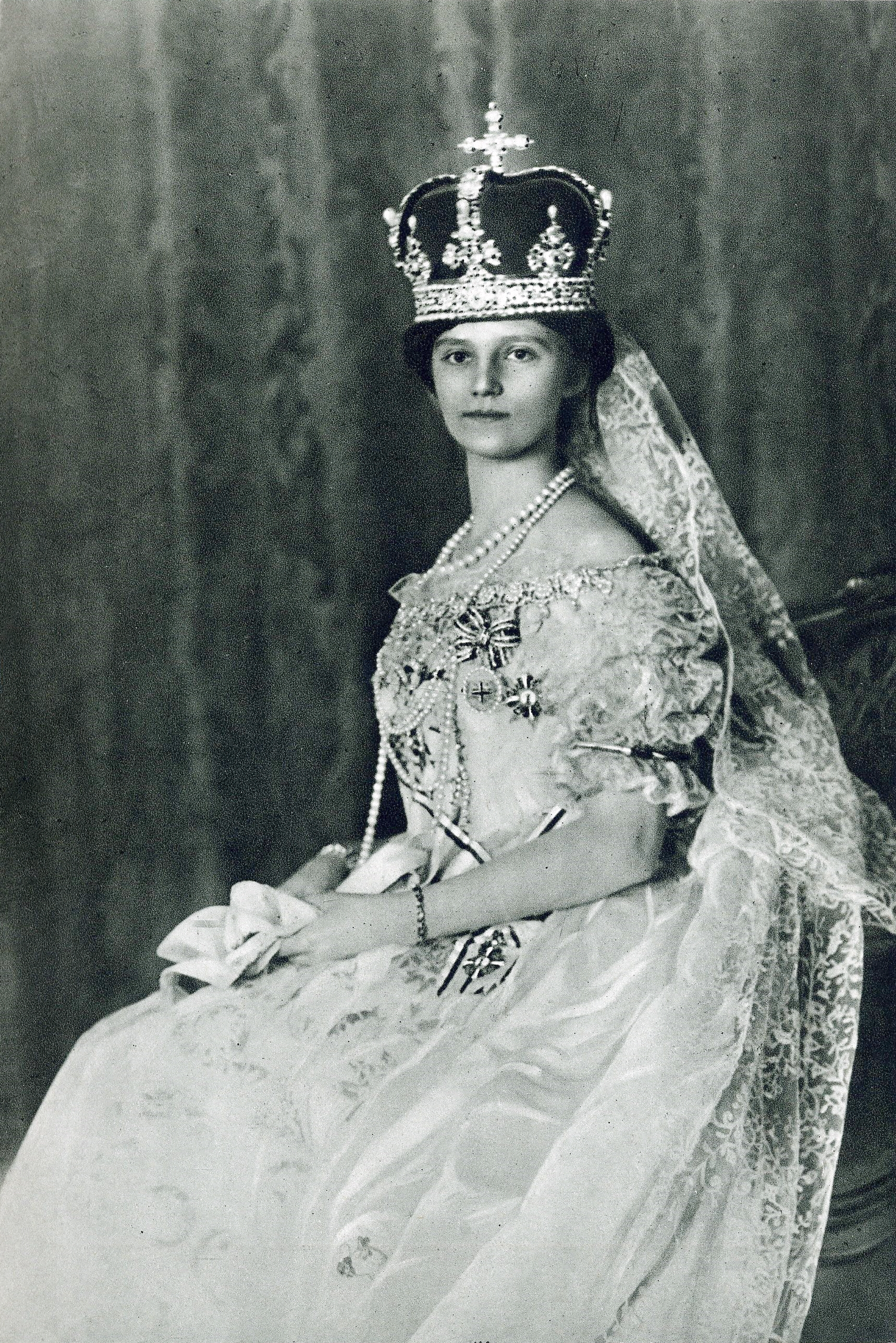
Kaiserin Zita mit der Brillantkrone

Die Brillantkrone der Kaiserin Elisabeth von Österreich wurde für selbige 1867 angefertigt bzw. umgearbeitet.

## Beschreibung
Die Krone besteht aus Gold, Silber, Diamanten und Perlen. Über dem reich geschmückten Kronreif erheben sich acht Zinken in Form von Lilien und vier Kronbügel. Der Reif trägt am oberen wie am unteren Rand Reihen von Perlen, wobei immer große und kleine Perlen abwechseln. Den Reif selbst ziert ein Ornament aus Diamantrosetten und kleinen X-förmigen Kreuzen aus fünf Diamanten. Auf der Vorderseite ist eine besonders große Rosette, die wie eine Blüte noch von weiteren Diamanten umringt wird. Aus dem Reif wachsen die lilienförmigen Zinken. Jede Lilie trägt vier große Diamanten, drei in den Blättern und einen in der Mitte, die alle von kleineren Brillanten umgeben sind. Der Ansatz der Lilien am Reif ist ebenfalls mit kleinen Diamanten besetzt. Auf den Spitzen der Lilien stehen große Birnperlen, wobei jene auf den vier Lilien, aus denen die Bügel nach oben steigen, etwas größer sind, als die Perlen auf den Lilien ohne Bügel. Die vier Bügel steigen hinter den Lilien volutenhaft auf und dellen sich am Scheitel leicht ein, im Scheitelpunkt steht ein Kreuz.
Die Bügel sind mit verschiedenen Diamantrosetten verziert. Die Balken des Kreuzes sind mit Diamanten gebildet und werden von einer Schnur kleinster Perlen umlaufen. An den Spitzen der Balken und in den Ecken des Kreuzungspunktes sitzen Perlen.

## Geschichte
Die Krone wurde in der beschriebenen Form 1867 für die ungarische Königskrönung von Franz Joseph I. und seiner Gemahlin Elisabeth hergestellt. Vorlage war die bereits vorhandene Brillantkrone von Maria Ludovika Beatrix von Modena, der dritten Frau Franz I., die für deren böhmische Krönung 1808 angefertigt worden war. Die Steine stammen wohl aus einer Hauskrone von Maria Theresia.
Zita von Bourbon-Parma trug sie zur Krönung ihres Mannes Karls I. am 30. Dezember 1916.
Bis 1918 wurde die Krone in der Schatzkammer der Wiener Hofburg aufbewahrt.
Sie wurde dann vom Kaiserpaar Karl und Zita in das Schweizer Exil mitgenommen. 1925 wurde sie während eines Gelages von dem betrunkenen Bruno Steiner getragen. Seither ist die Krone verschollen.